# The Deception of the Thrush: A Beginners' Guide to ProjeKcts
Albums de King Crimson
The ProjeKcts
(1999) A Beginners' Guide to the King Crimson Collectors' Club
(2000)
The Deception of the Thrush: A Beginners' Guide to ProjeKcts est un album live de King Crimson, enregistré entre 1997 et 1999 et sorti en 1999. Il contient des titres tirés de The ProjeKcts.

## Titres
1. Masque 1 (P3) - 5:31
2. Masque 2 (P3) - 1:44
3. Masque 3 (P3) - 5:22
4. Masque 4 (P3) - 3:10
5. Masque 5 (P3) - 4:33
6. Masque 6 (P3) - 2:40
7. Masque 7 (P3) - 6:19
8. 4 i 1 (P1) - 5:55
9. 2 ii 3 (P1) - 3:09
10. 4 ii 4 (P1) - 5:37
11. Sus-tayn-Z (P2) - 6:52
12. The Deception Of The Thrush (P2/P4) - 8:09
13. Ghost (Part 1) (P4) - 8:02
14. Ghost (Part 2) (P4) - 6:28

## Formation
- Adrian Belew : V Drums (P2)
- Bill Bruford : batterie et percussions (P1)
- Robert Fripp : guitare (P1, P2, P3, P4)
- Trey Gunn : warr guitar et talker (P1, P2, P3, P4)
- Tony Levin : basse, Chapman Stick et synthétiseur (P1)
- Pat Mastelotto : Batterie électroniques (P3, P4)